# Royal Caribbean Group
Royal Caribbean Group, tidigare Royal Caribbean Cruises Ltd., är ett amerikanskt kryssningsrederi som driver Royal Caribbean International samt Celebrity Cruises, Silversea Cruises, och 50 % av TUI Cruises. Royal Caribbean Cruises Ltd. är världens näst största kryssningsrederi efter Carnival Corporation & plc. Företaget har totalt 40 fartyg i drift. Royal Caribbean Cruises Ltd. är noterat på börserna i New York och har huvudkontoret i Miami i Florida. I Europa har företaget kontor i Oslo, Stockholm, Köpenhamn, Almere och Helsingfors.

## Historik Royal Caribbean Group
RCL Cruises Ltd. skapades 1997 när Royal Caribbean Cruise Line, som grundades 1968 och Celebrity Cruises, som grundades 1988, köptes upp. Man beslutade att hålla de två kryssningsrederierna separata efter sammanslagningen. Resultatet av det blev att Royal Caribbean Cruise Line omprofilerades till Royal Caribbean International och RCL Cruises Ltd. etablerades som det nya moderbolaget till såväl Royal Caribbean International som Celebrity Cruises. Ett tredje varumärke skapades under Royal Caribbean Cruises ägarskap när Island Cruises etablerades, samägt med British First Choice Holidays. Island Cruises blev ett informellt kryssningsrederi på de brittiska och brasilianska marknaderna.
I november 2006 köpte Royal Caribbean Cruises Pullmantur Cruises, baserat i Madrid, Spanien. Därifrån expanderade företaget radikalt med etablering av nya kryssningsföretag: Azamara Club Cruises grundades i maj 2007 som ett dotterbolag till Celebrity Cruises och CDF Croisières de France, inriktat på franskspråkiga gäster, i maj 2008. Ett annat nytt kryssningsföretag, TUI Cruises, startade sin verksamhet 2009. Varumärket är inriktat på tyskspråkig publik och samägs med TUI Travel Plc.

## Historik Royal Caribbean International
- 1968 – de tre norska rederierna Anders Wilhelmsen & Co., I.M. Skauge & Co. och Gotaas Larsen grundade Royal Caribbean Cruise Line.
- 1970 – det första Royal Caribbean-fartyget sattes i drift och döptes till Song of Norway.
- 1971 – Nordic Prince startade sina resor.
- 1972 – Sun Viking sattes i drift. Royal Caribbeans tre fartyg erbjöd 7- och 14-nätterskryssningar från Miami till Karibien.
- 1978 – Song of Norway blev det första passagerarfartyget som förlängdes. Fartyget delades i två delar och en ny mittsektion lades till. På så sätt ökades gästkapaciteten från 700 till lite över 1 000 personer.
- 1980 – Nordic Prince förlängdes.
- 1982 – Fartyget Song of America startade sina resor. Fartyget var dubbelt så stort som Sun Viking.
- 1986 – Labadee, en destination som Royal Caribbean äger, tog emot sina första gäster på nordsidan av ön Hispaniola i Karibiska sjön.
- 1988 – Royal Caribbean och Admiral Cruises slogs samman. Anders Wilhelmsen & Co. blev ensam ägare till företaget och ingick sedan ett avtal om delat ägarskap med Pritzker-familjen (som äger hotellkedjan Hyatt) och Ofer-familjen (som äger ett av världens största rederier). Sovereign of the Seas på 73 192 bruttoton, med en gästkapacitet på 2 350, sattes i drift. Det fartyget innebar starten på en tillväxtperiod för Royal Caribbean.
- 1990 – Sun Viking började trafikera Europa, Skandinavien och Ryssland. Nordic Empress inledde sina resor. Fartyget är på 48 563 bruttoton och har en gästkapacitet på 1 600 personer. Det var det första fartyg som konstruerats specifikt för kortare kryssningssemestrar. Viking Serenade, som tar 980 gäster, inledde 7-nätterskryssningar från Vancouver till Alaska på somrarna och 7-nätterskryssningar från Los Angeles till den mexikanska rivieran på vintrarna. CocoCay, en ö i Bahamas som Royal Caribbean nyttjar exklusivt, tog emot sina första gäster.
- 1991 – Viking Serenade genomgick en fullständig renovering som ökade dess gästkapacitet till 1 500 gäster och började köra kortare kryssningar på Amerikas västkust. Monarch of the Seas på 73 941 bruttoton inledde sina resor från San Juan i Puerto Rico till södra Karibien.
- 1992 – Royal Caribbean sålde sina två Admiral Cruises-fartyg. Med Majesty of the Seas, som trafikerade västra Karibien, Sovereign of the Seas i den östra delen och Monarch of the Seas i södra Karibien var Royal Caribbean det enda kryssningsföretag som hade fartyg baserade i dessa tre områden hela året.
- 1993 – Royal Caribbean noterades på börsen i New York under namnet RCL. Song of America inledde sommarkryssningar från New York till Bermuda.
- 1995 – Sun Viking inledde åretruntkryssningar i Fjärran östern. Royal Caribbean sålde Nordic Prince till ett brittiskt reseföretag. Legend of the Seas, med kapacitet för 1 800 gäster, inledde resor i Alaska, följd av Song of Norway.
- 1996 – Splendour of the Seas, på 69 130 bruttoton och med en passagerarkapacitet på 1 800 gäster, inledde resor i Europa. Grandeur of the Seas ersatte Sovereign of the Seas i östra Karibien och Sovereign tog över Nordic Empress rutter till Bahamas, medan Empress flyttades till San Juan för korta kryssningar därifrån. Royal Caribbean skrev avtal med Kværner Masa-Yard på två 130 000-bruttotonsfartyg, de största kryssningsfartyg som någonsin byggts.
- 1997 – Royal Caribbean Cruise Line bytte namn till Royal Caribbean International, för att spegla företagets globala drift och resrutter. Song of Norway såldes till samma företag som köpte Nordic Prince 1995. Fartyget Rhapsody of the Seas, som tar 2 000 gäster, inledde sina Alaska-resor. I Europa inledde Enchantment of the Seas sina resor, fartyget är på 74 140 bruttoton och tar 1 950 gäster. Nordic Empress flyttades till Port Canaveral för korta Bahamas-kryssningar. Royal Caribbean noterades på börsen i Oslo. Celebrity Cruises slogs samman med Royal Caribbean Cruises Ltd.
- 1998 – Vision of the Seas inledde sina resor i Europa. Fartyget Sun Viking såldes till ett asiatiskt kryssningsrederi. Song of Norway såldes till det brittiska företaget Airtours plc. Royal Caribbean meddelade att de nya fartygen i Voyager-klassen kommer att byggas med Azipod-drivsystem, en teknologi som eliminerar behovet av roder, sidopropeller och propelleraxlar.
- 1999 – Voyager of the Seas, på 142 000 bruttoton och med en gästkapacitet på 3 114 gäster, inledde sina resor. Legend of the Seas började i november att trafikera ett program som kallas Royal Journeys, en serie kryssningar bestående av 10 globetrotterresor med 41 hamnar i 19 länder.
- 2000 – Explorer of the Seas, också i Voyager-klassen, gjorde sin första resa.
- 2001 – Radiance of the Seas, det första fartyget i Radiance-klassen, gjorde sin första resa. Klassens fartyg är på 90 090 bruttoton och tar 2 100 gäster. Radiance of the Seas är det första Royal Caribbean-fartyget med gasturbiner. Det tredje fartyget i Voyager-klassen, Adventure of the Seas, sattes i drift.
- 2002 – Brilliance of the Seas, ett fartyg i Radiance-klassen, inledde sina resor. Navigator of the Seas, ett fartyg i Voyager-klassen, togs i drift. Fartyget har glasbalkonger.
- 2003 – Serenade of the Seas, ett nytt fartyg i Radiance-klassen, togs i drift. Ett nytt fartyg i Voyager-klassen, Mariner of the Seas, inledde sina resor i Karibien. Royal Caribbean installerade klätterväggar på alla sina fartyg. Monarch of the Seas renoverades. Royal Caribbean annonserade bygget av ett nytt fartyg, först kallat Ultra Voyager-klassen (senare Freedom-klassen), som skulle vara klart 2006 och vara 15 % större än Voyager-klassen och ha en passagerarkapacitet på 3 600.
- 2004 – ett nytt Radiance-fartyg, Jewel of the Seas, inledde sina resor. Nordic Empress renoverades och bytte namn till Empress of the Seas. Royal Caribbean annonserade att Sovereign of the Seas skulle renoveras och att Enchantment of the Seas skulle renoveras och förlängas.
- 2005 – Freedom of the Seas byggdes i Åbo i Finland.
- 2006 – Freedom of the Seas gjorde sina första resor.
- 2007 – Liberty of the Seas, det andra fartyget i Freedom-klassen, lanserades.
- 2008 – det tredje fartyget i Freedom-klassen, Independence of the Seas, togs i drift. Empress of the Seas och Sovereign of the Seas såldes till Pullmantur Cruises.
- 2009 – Oasis of the Seas, det första fartyget i den nya fartygsklassen Oasis, inledde sina resor i Karibien. Fartyget innehåller sju olika temaområden, bland annat Central Park och Boardwalk, och var då världens största kryssningsfartyg.
- 2010 – Systerfartyget till Oasis of the Seas, Allure of the Seas, togs i drift.
- 2012 – Företaget annonserade att ett nytt fartyg i Oasis-klassen hade beställts, för leverans 2016.
- 2013 – Royal Caribbean annonserade en ny fartygsklass och byggandet av två nya fartyg, Quantum-klassen, med fartygen Quantum of the Seas (färdigställdes 2014) och Anthem of the Seas (färdigställdes 2015).

## Royal Caribbean International fartyg
Alla Royal Caribbean-fartyg har en lounge som kallas Viking Crown Lounge på översta däcket, klättervägg, barer, lounger, spa, träningscenter, huvudrestaurang och andra restaurangalternativ. Rederiet har också ett eget barnprogram som kallas Adventure Ocean.

### Oasis-klassen
Det första fartyget i den här klassen, Oasis of the Seas, utkonkurrerade Freedom of the Seas som världens största kryssningsfartyg i december 2009. Fartyget kan ta upp till 5 400 passagerare och har ett bruttotonnage på 225 282. Det andra fartyget i Oasis-klassen, Allure of the Seas, gjorde sin första resa i december 2010.
| Fartyg               | Byggår | Bruttotonnage | Passagerarkapacitet | Område                            | Bild |
| -------------------- | ------ | ------------- | ------------------- | --------------------------------- | ---- |
| Oasis of the Seas    | 2009   | 225 282       | 5 400               | Östra och västra Karibien, Europa |      |
| Allure of the Seas   | 2010   | 225 282       | 5 400               | Östra och västra Karibien         |      |
| Harmony of the Seas  | 2016   | 227 700       | 6 360               | Karibien                          |      |
| Symphony of the Seas | 2018   | 230 000       | 6 780               | Karibien                          |      |

### Freedom-klassen
Fartygen i Freedom-klassen är förlängda versioner av Voyager-klassfartygen och har bland annat en 120 meter lång promenad, skridskorink, basketplan, flera pooler, minigolfbana och en klättervägg. Nya faciliteter som introducerades på Freedom-klassens fartyg var FlowRider (surfsimulator), H2O Zone (poolområde för barn), en fullstor boxningsring och fritt hängande bubbelpool.
| Fartyg                   | Byggår | Bruttotonnage | Passagerarkapacitet | Område                            | Bild |
| ------------------------ | ------ | ------------- | ------------------- | --------------------------------- | ---- |
| Freedom of the Seas      | 2006   | 160 000       | 3 600               | Östra och västra Karibien         |      |
| Liberty of the Seas      | 2007   | 160 000       | 3 600               | Europa och västra Karibien        |      |
| Independence of the Seas | 2008   | 160 000       | 3 600               | Europa, östra och västra Karibien |      |

### Voyager-klassen
Voyager-klassens fartyg var världens största kryssningsfartyg när de togs i drift från 1999 med ett bruttotonnage på 137 000. Fartygen i den här klassen var de första som hade skridskorink och Royal Promenade ombord. Dessutom finns faciliteter som butiker, kaféer, basketplan, pooler, minigolfbana och klättervägg. De nyaste fartygen i klassen, Navigator of the Seas och Mariner of the Seas, var de första med glasbalkonger.
| Fartyg                | Byggår | Bruttotonnage | Passagerarkapacitet | Område                                                        | Bild |
| --------------------- | ------ | ------------- | ------------------- | ------------------------------------------------------------- | ---- |
| Voyager of the Seas   | 1999   | 138 000       | 3 100               | Asien, Australien/Nya Zeeland                                 |      |
| Explorer of the Seas  | 2000   | 138 000       | 3 100               | Östra, södra och västra Karibien, Bermuda, Canada/New England |      |
| Adventure of the Seas | 2001   | 142 000       | 3 100               | Södra Karibien, Europa                                        |      |
| Navigator of the Seas | 2002   | 138 000       | 3 100               | Västra Karibien, Europa                                       |      |
| Mariner of the Seas   | 2003   | 138 000       | 3 100               | Asien                                                         |      |

### Radiance-klassen
Fartygen i Radiance-klassen har ett bruttotonnage på 90 090. Alla fartygen har miljövänliga gasturbiner. Fartygen har över 12 000 m² glas, glashissar med utsikt, över 700 balkonghytter, restaurang i två våningar med stora glasfönster, glastak som kan dras bort från en av poolerna, utomhuspool och de första stabiliserande biljardborden till havs.
| Fartyg                 | Byggår | Bruttotonnage | Passagerarkapacitet | Område                                                     | Bild |
| ---------------------- | ------ | ------------- | ------------------- | ---------------------------------------------------------- | ---- |
| Radiance of the Seas   | 2001   | 90 090        | 2 500               | Alaska, Australien/Nya Zeeland, Södra Stilla Havet, Hawaii |      |
| Brilliance of the Seas | 2002   | 90 090        | 2 500               | Europa, västra och södra Karibien, Kanada/New England      |      |
| Serenade of the Seas   | 2003   | 90 090        | 2 500               | Västra Karibien, Bahamas, Europa                           |      |
| Jewel of the Seas      | 2004   | 90 090        | 2 500               | Södra Karibien                                             |      |

### Vision-klassen
Vision-klassen består av sex fartyg, alla på från början runt 70 000 bruttoton, men flera av fartygen har förlängts på senare år, vilket har ökat storleken till ca 80 000 bruttoton. Fartygen har mycket glas, som ger mycket ljus, och även ett poolområde där glastaket kan dras bort.
| Fartyg                  | Byggår | Bruttotonnage | Passagerarkapacitet | Område                                                          | Bild |
| ----------------------- | ------ | ------------- | ------------------- | --------------------------------------------------------------- | ---- |
| Legend of the Seas      | 1995   | 70 000        | 2 076               | Europa, östra och södra Karibien, Panamakanalen                 |      |
| Splendour of the Seas   | 1996   | 70 000        | 2 076               | Europa, Sydamerika                                              |      |
| Grandeur of the Seas    | 1996   | 74 000        | 2 076               | Östra och västra Karibien, Bermuda, Bahamas, Kanada/New England |      |
| Rhapsody of the Seas    | 1997   | 78 491        | 2 076               | Australien/Nya Zeeland, Alaska, Hawaii, Södra Stilla Havet      |      |
| Enchantment of the Seas | 1997   | 81 000        | 2 446               | Bahamas                                                         |      |
| Vision of the Seas      | 1998   | 78 340        | 2 076               | Europa, södra och västra Karibien                               |      |

### Sovereign-klassen
Med sina 73 000 bruttoton var de här fartygen bland de första “megafartygen” i branschen. Den här fartygsklassen har ett öppet atriumområde, pooler, barer, lounger och en stor teater. Monarch of the Seas överfördes till Pullmantur Cruises i april 2013, så nu finns bara Majesty of the Seas kvar i den här fartygsklassen.
| Fartyg              | Byggår | Bruttotonnage | Passagerarkapacitet | Område  | Bild |
| ------------------- | ------ | ------------- | ------------------- | ------- | ---- |
| Majesty of the Seas | 1992   | 74 077        | 2.852               | Bahamas |      |

### Kommande fartyg
| Fartyg              | Klass           | Beräknad leverans | Ca. passagerarkapacitet | Bruttotonnage | Planerad hemmahamn       | Notiser                               |
| ------------------- | --------------- | ----------------- | ----------------------- | ------------- | ------------------------ | ------------------------------------- |
| Quantum of the Seas | Quantum-klassen | Höst 2014         | 4 180                   | 167 800       | Cape Liberty, New Jersey | Världens näst största fartygs klass   |
| Anthem of the Seas  | Quantum-klassen | Vår 2015          | 4 180                   | 167 800       |                          | Systerfartyg till Quantum of the Seas |
| Harmony of the Seas | Oasis-klassen   | Sommar 2016       | 5 400                   | 225 500       |                          | Tredje Oasis-klass fartyg             |

### Föregående fartyg
| Fartygets namn under Royal Caribbean | Byggår | Pensionerad | Nuvarande status | Nuvarande namn         | Nuvarande ägare                 | Nuvarande hemmahamn                                         | Notiser                              | Bild |  |
| ------------------------------------ | ------ | ----------- | ---------------- | ---------------------- | ------------------------------- | ----------------------------------------------------------- | ------------------------------------ | ---- |  |
| Song of Norway                       | 1970   | 1997        | Flytande casino  | M/V Ocean Pearl        | International Shipping Partners | Guangzhou, Kina                                             |                                      |      |  |
| Nordic Prince                        | 1971   | 1995        | Inte i drift     | M/V Ocean Star Pacific | PV Enterprises International    |                                                             |                                      |      |  |
| Sun Viking                           | 1972   | 1998        | Flytande casino  | Oriental Dragon        | Oceanic Group Intl. Ltd.        | Hong Kong                                                   |                                      |      |  |
| Song of America                      | 1982   | 1999        | I drift          | MS Louis Olympia       | Louis Cruise Lines              | Aten, Grekland/Kusadasi, Turkiet                            |                                      |      |  |
| Viking Serenade                      | 1982   | 2002        | I drift          | MS Island Escape       | Thomson Cruises                 | Palma, Mallorca                                             | Ble Royal Caribbean fartyg år 1990   |      |  |
| Nordic Empress/Empress of the Seas   | 1990   | 2008        | I drift          | MS Empress             | Pullmantur Cruises              | Spania/Malmö, Sverige                                       | Ändrat namn till Empress of the Seas |      |  |
| Sovereign of the Seas                | 1987   | 2008        | I drift          | MS Sovereign           | Pullmantur Cruises              | Barcelona, Spanien/Rom, Italien/Genoa, Italien              | Sovereign-klassen                    |      |  |
| Monarch of the Seas                  | 1991   | 2013        | I drift          | MS Monarch             | Pullmantur Cruises              | Caracas, Venezuela/Colon, Panama/Cartagena, Colombia, Aruba | Sovereign-klassen                    |      |  |

## Privata områden
Royal Caribbean driver två privatägda områden, som används som stopp på vissa Karibien- och Bahamas-kryssningar. Dessa är Labadee, ett område på nordsidan av Haiti och CocoCay, en privat ö i Berry Islands-regionen i Bahamas. Båda ställena har faciliteter som matområden, solsängar, palmer och vita sandstränder.

## Tillgänglighet för personer med nedsatt funktionsförmåga
Royal Caribbean har arbetat för att göra sina kryssningar tillgängliga för personer med nedsatt funktionsförmåga. Företaget har bland annat eftermonterat hissar och ramper för rullstolar, lagt till blindskrift på alla skyltar, installerat infraröda system i teatrarna för att förstärka ljudet för hörselskadade samt lärt personalen att hantera de behov som personer med nedsatt funktionsförmåga har.